# Snøhetta (Architekturbüro)

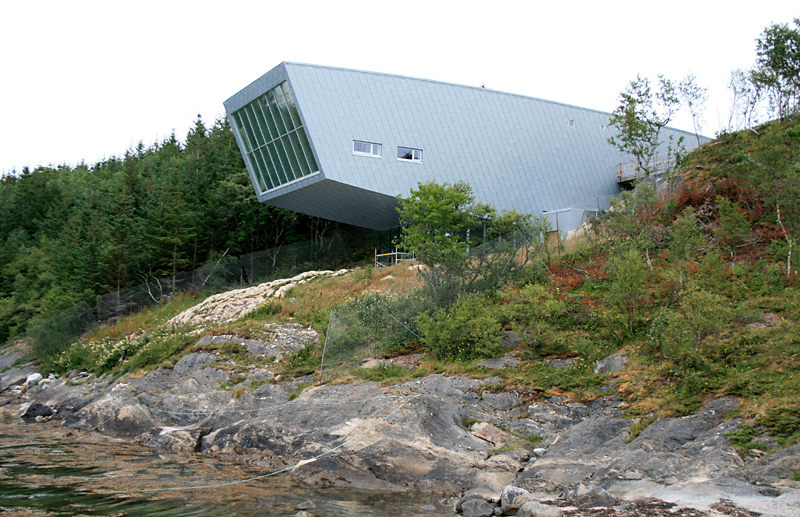
Das „Petter Dass Museum“ in Alstahaug wurde von Snøhetta gestaltet.

Snøhetta Arkitektur og Landskap A/S (internationale Schreibweise auch Snoehetta; übersetzt: Schneekappe Architektur und Landschaft) ist ein norwegisch/US-amerikanisches Büro für Architektur, Landschaftsarchitektur, Innenarchitektur und Brand Design mit Hauptsitz in Oslo (Norwegen) und weiteren Niederlassungen in New York City (USA), San Francisco (USA) und Innsbruck (Österreich).
Das nach dem norwegischen Berg Snøhetta benannte Büro wurde 1989 von Studienkollegen, dem Norweger Kjetil Trædal Thorsen, dem US-Amerikaner Craig Dykers, dem Österreicher Christoph Kapeller und anderen gegründet.

## Bauten
Eine Auswahl der Bauten von Snøhetta werden fotografisch von Mikael Olsson dokumentiert.

Das Gebäude der Bibliotheca Alexandria

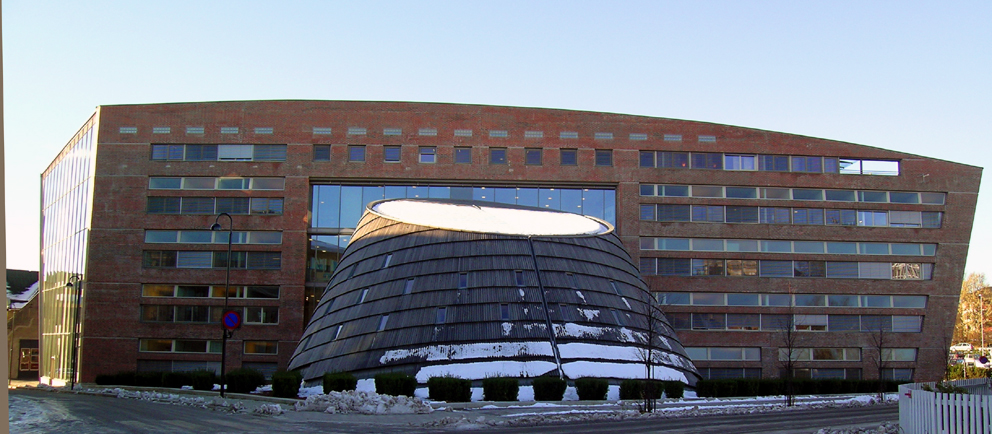
Rathaus von Hamar

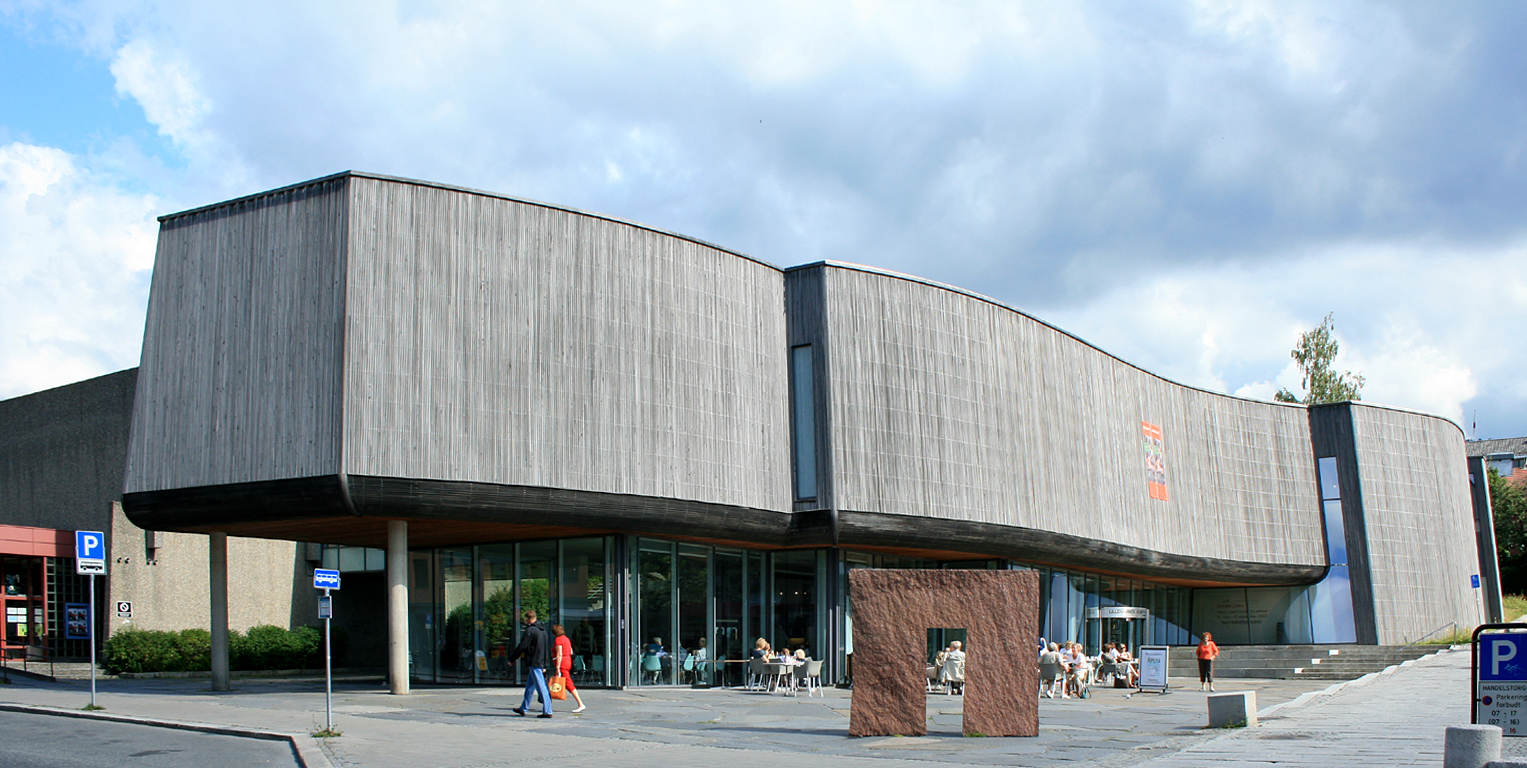
Lillehammer Kunstmuseum

Das neue Opernhaus in Oslo

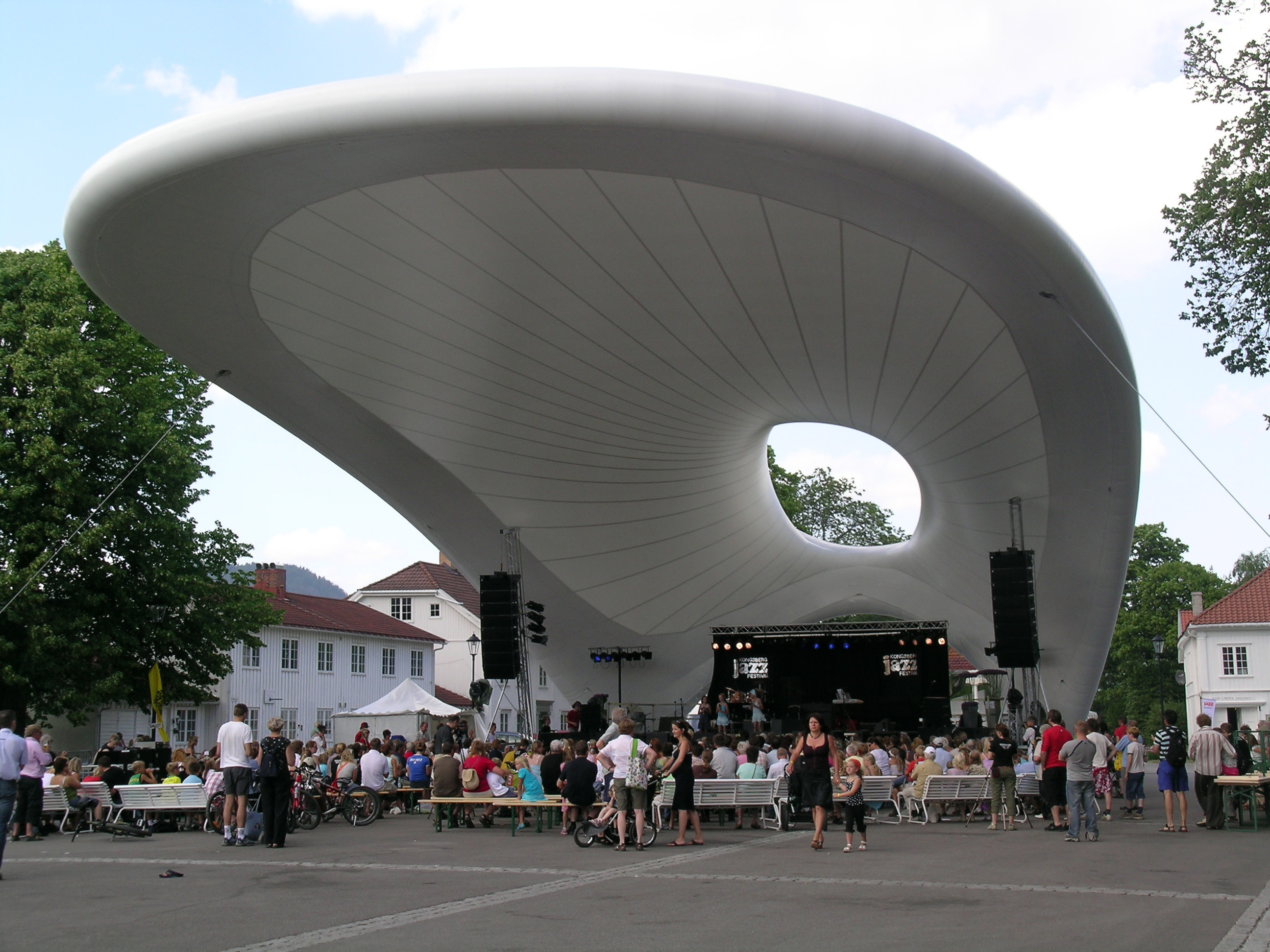
Das „Tubaloon“ in Kongsberg

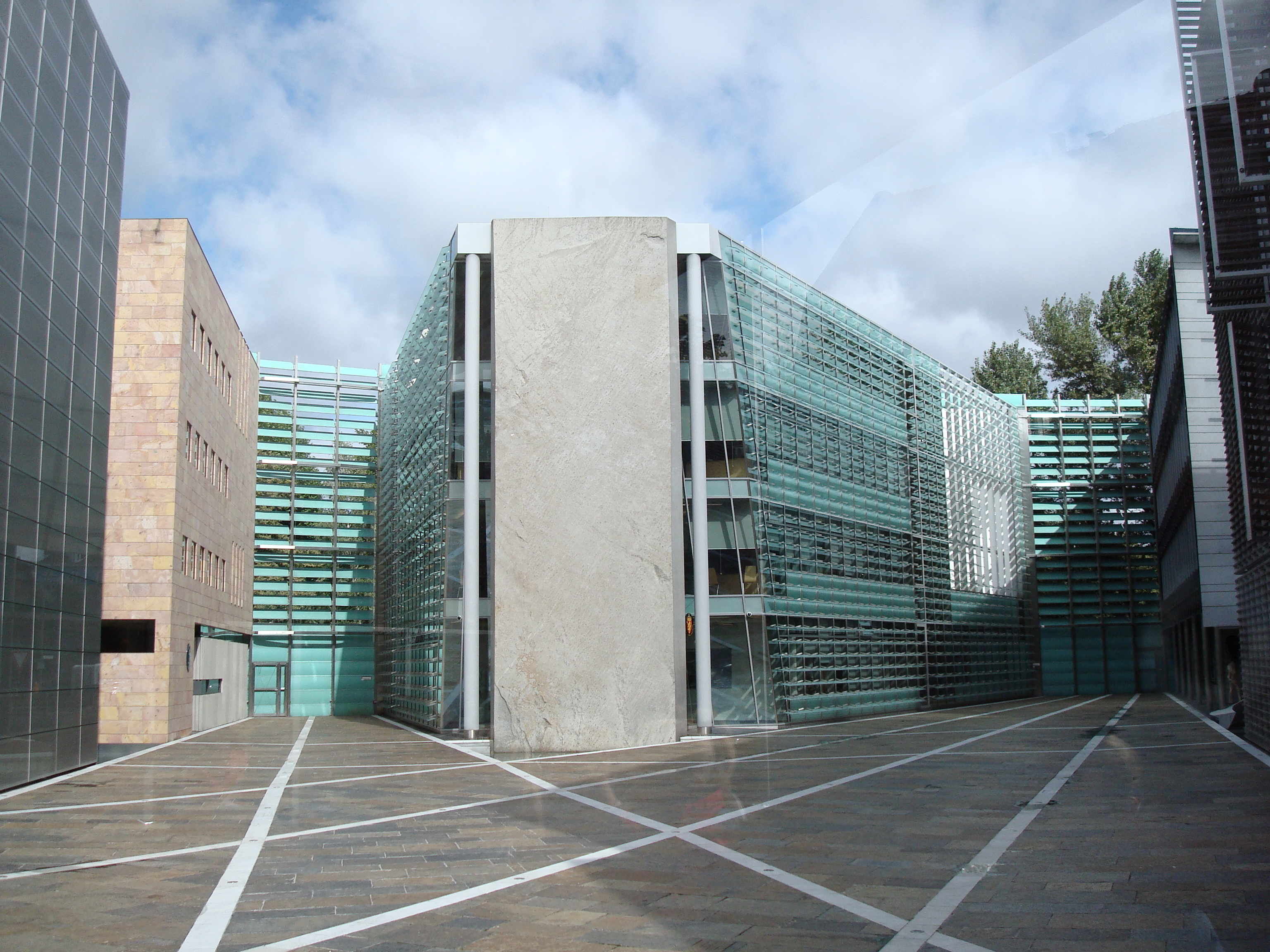
Norwegische Botschaft in Berlin

- 1989–2002: Die Bibliotheca Alexandrina in Ägypten wurde im Auftrag der UNESCO vom Architekturbüro Snøhetta in Kooperation mit dem ägyptischen Büro für Tragwerksplanung Hamza Associates (Kairo) geplant.
- 1997–1999: Norwegische Botschaft in Berlin, mit einer 15 Meter hohen, 120 Tonnen schweren Granitplatte an der Fassade.
- 1993–1994: Lillehammer Kunstmuseum (als offizieller Kunstbeitrag zu den XVII. Olympischen Winterspielen 1994), Lillehammer, Norwegen.
- 1998–1999: Fischereimuseum in Karmøy, Norwegen
- 2000: Rathaus von Hamar, Norwegen
- 2003: Kulturzentrum des Gemeindeverbandes Bærum in Sandvika, Norwegen.
- 2004–2007: Petter-Dass-Museum in Alstahaug, Norwegen.
- 2004–2008: Das Opernhaus Oslo, die Spielstätte der Norwegischen Oper, wurde nach einem international ausgeschriebenen Wettbewerb ab 2004 errichtet und am 12. April 2008 eröffnet. Das Gebäude wird als das bis dahin größte norwegische Kulturprojekt der Nachkriegszeit angesehen. Die Bausumme belief sich auf circa 520 Millionen Euro. Projektleiter: Tarald Lundevall
- 2005: Dandelion House (norwegisch: Løvetannhus, „Löwenzahnhaus“): Haus-Prototypen in Modulbauweise, London und Norwegen
- 2005: Stadtentwicklung Umeå, Schweden („Stadt zwischen den Brücken“)
- 2006: Tubaloon (eine Konzertmuschel nach dem Tragluftprinzip als Hauptbühne des Kongsberg Jazz Festivals) in Kongsberg, Norwegen
- 2006–2014: Kulturzentrum im Rahmen des World-Trade-Center-Memorial-Komplexes als Mahnmal-Bebauung des „Ground Zero“, also der schuttberäumten Fläche des am 11. September 2001 zerstörten World Trade Centers. Der Auftrag für das „WTC Cultural Center“ umfasst ein Besucherzentrum, das „International Freedom Center“ und das „Drawing Center“.
- 2007: Sommer-Pavillon für die Serpentine Gallery in London, England (Kjetil Thorsen in Zusammenarbeit mit Olafur Eliasson).
- 2010: Ras Al Khaimah Convention and Exhibition Centre: Gebäudekomplex aus Kongresszentrum, Ausstellungshallen, Einkaufszentren und zwei Luxushotels am „Eingang“ von Ra’s al-Chaima, der Hauptstadt des gleichnamigen Emirates der Vereinigten Arabischen Emirate; Auftraggeber ist Kronprinz Saud bin Saqr al-Qasimi, der viertälteste Sohn von Scheich Saqr bin Muhammad al-Qasimi.
- 2014–2017: Neubau der Kunst- und Designhochschule Bergen (Kunst- og designhøgskolen i Bergen, KHiB) in Bergen, Norwegen; der Wettbewerbsentwurf erhielt 2005 den 1. Preis, zusammen mit Tonje Værdal Frydenlund (in Bearbeitung; die Fertigstellung wird für das Jahr 2017 erwartet)[1]
- 2016: Lascaux IV, Frankreich, Besucherzentrum und Nachbau der berühmten Höhle von Lascaux.
- 2017: King Abdulaziz Center for World Culture (Arabisch: مركز الملك عبد العزيز الثقافي العالمي) in Dhahran, Saudi-Arabien, Auftraggeber: Saudi Aramco
- Juma Al Majid Heritage & Culture Centre (Kulturzentrum und Bibliothek), Dubai, Vereinigte Arabische Emirate
- 2021: Duett Düsseldorf, Entwurf für ein neues Opernhaus der Deutschen Oper am Rhein in Düsseldorf
- 2021: Erweiterungsbau des Museums Ordrupgaard in Charlottenlund bei Kopenhagen

## Auszeichnungen und Preise
- 2004: Aga-Khan-Preis für Architektur
- 2005: Norsk Form-Designpreis
- 2008: Peer-Gynt-Preis (vom norwegischen Parlament (Storting) vergeben)
- 2009: Mies van der Rohe Award for European Architecture für Nationale Opern- und Balletthaus, Oslo[2]
- 2010: Global Award for Sustainable Architecture[3]

## Sonstiges
- 2014, Design der Rückseiten der neuen norwegischen Geldscheine. Der Entwurf wurde von der Norges Bank ausgewählt. Ab 2017 wurden die neuen Geldscheine in Umlauf gebracht.

## Ausstellung
- Changing Conditions – Ausstellung von + über  Snøhetta, Haus der Architektur Graz, 10. November 2022 – 5. Februar 2023.
- Arctic Nordic Alpine – Im Dialog mit der Landschaft, kunsthaus muerz, 23. September – 19. November 2023.[4]